# Cañón naval 52,8 mm SK L/55
El Cañón naval 52,8 mm SK L/55 fue un cañón naval alemán usado en la Primera Guerra Mundial.

## Diseño y Descripción
El cañón SK L/55 de 52,8 mm se diseñó alrededor de 1905 y utilizaba munición fija. Tenía una longitud total de aproximadamente 2,86 m (9 pies 5 pulgadas). El arma era de acero armado con una ánima central estriada, con aros de refuerzo desde los muñones hasta la recámara. El arma usaba una recámara semiautomática de bloque deslizante horizontal Krupp y usaba munición fija de fuego rápido.

## Servicio
Esta arma fue instalada en varios torpederos y cruceros de la Marina Imperial Alemana, así como en algunos torpederos encargados por la Marina Real de los Países Bajos, entre ellos :
- SMS V106 buque torpedero ordenado para la Armada Real de los Países Bajos, e incautado por el Imperio Alemán en 1914 antes de su botadura.
- Clase A (buque torpedero), serie de 91 torpederos de defensa costera botados entre 1915 y 1918 para la Marina Imperial Alemana.
- Clase S90 (buque torpedero), serie de 138 torpederos oceánicos botados entre 1899 y 1908 para la Marina Imperial Alemana.
- Clase Dresden, serie de dos cruceros botados en 1907 y 1908 para la Marina Imperial Alemana.
- Clase Kolberg, serie de cuatro cruceros botados en 1908 y 1909 para la Marina Imperial Alemana.
- Clase Königsberg, serie de cuatro cruceros botados entre 1905 y 1907 para la Marina Imperial Alemana.
- Clase Pillau, serie de dos cruceros botados en 1907 y 1908 para la Marina Imperial Alemana. El SMS Pillau fue cedido a Italia como consecuencia del Tratado de Versalles hasta su hundimiento en 1943 por los aliados.
- Clase Wiesbaden, serie de dos cruceros botados en 1915 para la Marina Imperial Alemana. El SMS Frankfurt fue cedido a Estados Unidos al final de la guerra y hundido como objetivo naval en 1921.

Durante la Primera Guerra Mundial el cañón fue a veces fue reemplazado por cañones más grandes (como los cañones de 88 mm L/30, L/35 o L/45), mientras que a su vez reemplazó a los menos potentes, como el cañón SK L/40 de 50 mm en algunos torpederos más antiguos.